# Hypochilidae
Los hipoquílidos (Hypochilidae) son una pequeña familia de arañas araneomorfas, la única representante de la superfamilia de los hipoquiloideos (Hypochiloidea).
Son de las arañas más primitivas que existen. Tienen caracteres similares a las migalomorfas, ya que tienen dos pares de pulmones en libro, pero son araneomorfas por la disposición de los quelíceros, con los colmillos que se entrecruzan.
Por sus características se reconocen como un grupo muy cercano a las Neocribellatae.

## Sistemática
Con la información recogida hasta el 31 de diciembre de 2011, Hypochilidae cuenta con 2 géneros:
- Ectatosticta Simon, 1892 (China)
- Hypochilus Marx, 1888 (EUA)